# Мордад
Мордад (на персийски: مرداد) е петият месец на годината според иранския календар.
Той се състои от 31 дни и е втори месец на лятото. Мордад започва от 125-ия ден на иранската година и свършва на 155-ия ден. Спрямо Григорианския календар месец мордад е от 23 юли до 22 август за редовните години и от 22 юли до 21 август за високосните.

## Етимология
Месеците на иранския календар носят имената на зороастрийските язати. Мордад произлиза от средноперсийското Амурдад и от авестийското име на божеството на безсмъртие Амертат, едно от седемте Амеша Спента.

## Празници
- 7 мордад – Празник на името Мордад.
- 10 мордад – Летен фестивал.

## Събития и чествания
- 14 мордад – Ден на Конституционната революция в Иран (1905 – 1911).